# WME Awards para Revelação do Ano
WME Awards para Revelação do Ano é um prêmio dado anualmente no WME Awards, uma cerimônia estabelecida em 2017, que visa valorizar o trabalho de mulheres na música.

## Vencedoras e indicadas

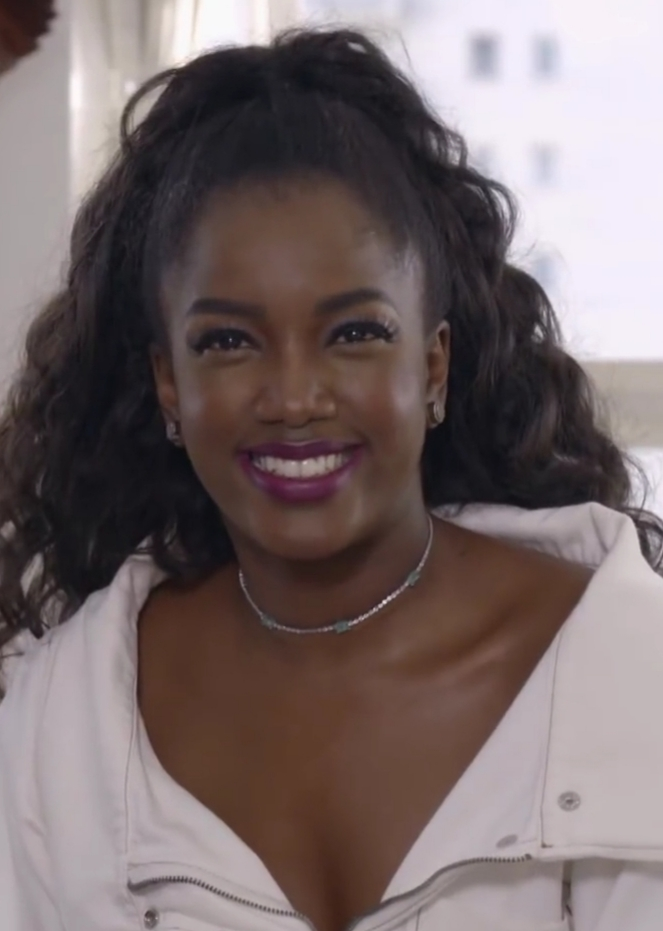
Vencedora inaugural, Iza

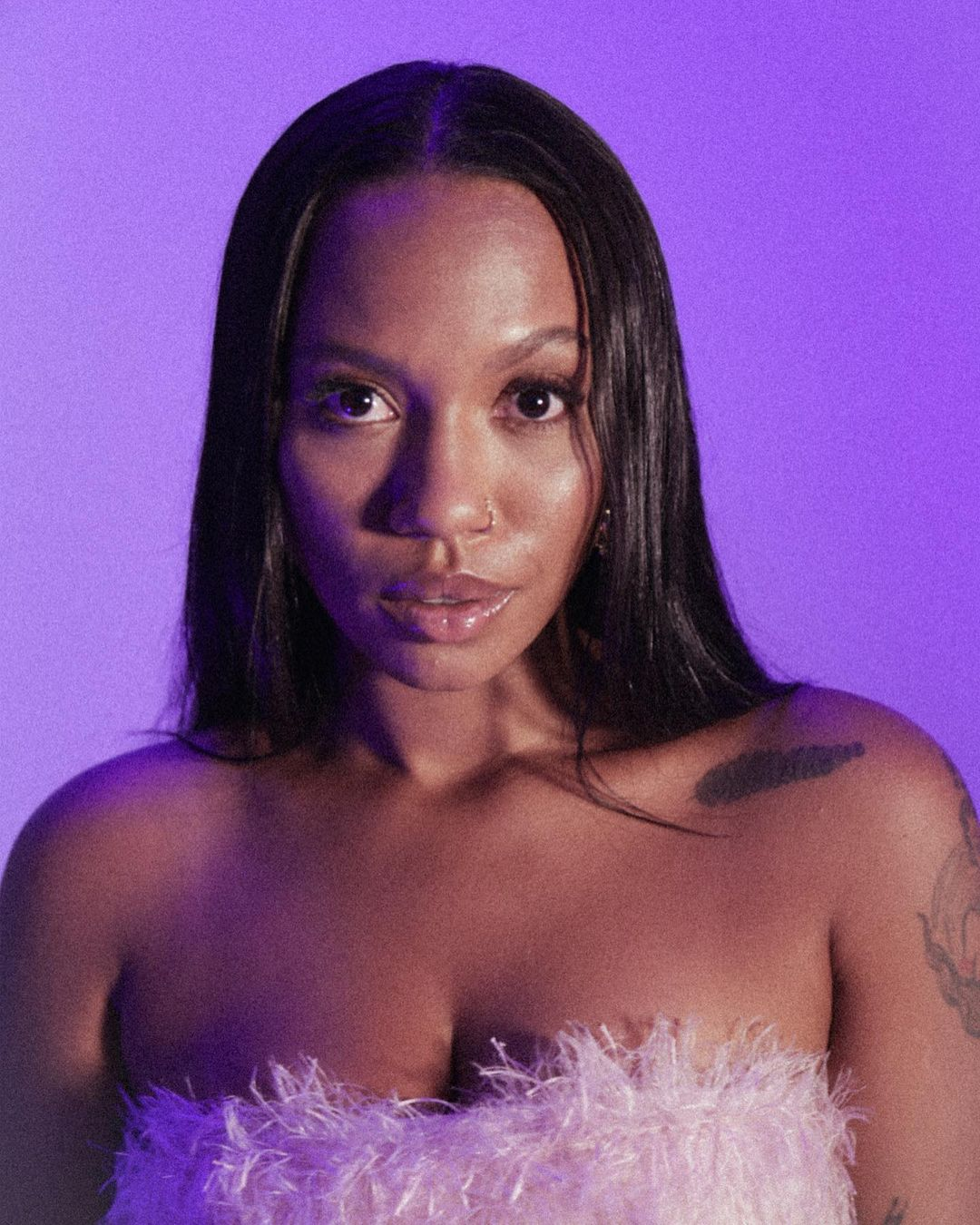
Vencedora em 2023, Uana

### Década de 2010
| Ano  | Vencedor(a)   | Indicados                                                   | Ref.  |
| ---- | ------------- | ----------------------------------------------------------- | ----- |
| 2017 | Iza           | - Anavitória - Linn da Quebrada - Luiza Lian - Xênia França | [ 2 ] |
| 2018 | Luísa Sonza   | - Bia Ferreira - Clau - Duda Beat - Maria Beraldo           | [ 3 ] |
| 2019 | Yasmin Santos | - Giulia Be - Malia - MC Tha - Tuyo                         | [ 4 ] |

### Década de 2020
| Ano  | Vencedor(a)    | Indicados                                                  | Ref.  |
| ---- | -------------- | ---------------------------------------------------------- | ----- |
| 2020 | Tainá Costa    | - Agnes Nunes - Carol & Vitoria - Jup do Bairro - Souto MC | [ 5 ] |
| 2021 | Marina Sena    | - Bixarte - Fenda - Japinha Conde - MC Dricka              | [ 6 ] |
| 2022 | Tasha & Tracie | - Ana Castela - Bebé Salvego - Melly - Rachel Reis         | [ 7 ] |
| 2023 | Uana           | - Duquesa - Gabi Martins - Karinah - Vivi                  | [ 8 ] |
| 2024 | Zaynara        | - Ajuliacosta - Jovem MK - Joyce Alana - Sued Nunes        | [ 9 ] |